# Petit train de banlieue
Pour les articles homonymes, voir Le petit train.
Le Petit train de banlieue (PTB) était un train de voyageurs qui assurait au Sénégal un service régulier entre la gare de Dakar et celle de Rufisque en passant par Thiaroye jusqu'en 2016. 
La liaison Dakar-Rufisque est remplacée par le Train express régional de Dakar en 2021, tandis que la liaison Dakar-Thiès est reprise par la société des Grands trains du Sénégal (GTS) en 2020.

## Histoire
Créé en 1987, le train portait jusqu'au 2003 le nom du « Petit train bleu », et était exploité par la Société nationale des chemins de fer du Sénégal (SNCS).
Le 2 juin 2003, le Petit train de banlieue a été constitué sous forme d'une société anonyme, PTB S.A., dont le capital appartenant à l'État.
Le train assurait le transport ferroviaire voyageurs entre Dakar et Rufisque, ainsi qu'une navette autorail entre Dakar et Thiès. Aujourd'hui, il est remplacé par le Train express régional de Dakar entre Dakar et Rufisque.

## Activités
Moyenne de 25 000 voyageurs transportés par jour.
Parc en exploitation :
- 6 locomotives BB1600 CV diesel-électrique Alstom
- 2 locomotives Thyssen CC1700 CV
- 28 voitures B10
- 20 voitures pakistanaises

Nombre de circulations :
- Moyenne de 33 circulations par jour
- 24 départs de ou pour Thiaroye
- 14 départs de ou pour Rufisque
- Navette autorail de Thiès partant de Thiès le matin à 6h50 et arrive a 9h00, et le soir, départ de Dakar-Cyrnos à 17h15 pour arriver a Thiès à 19h30 (horaire du 19\08\2016)
- Des trains spéciaux vers Touba lors d'évènement religieux (maggal de Touba) et vers Tivavouane (Maouloud)

Horaires :
- De 06h00 à 10h50
- De 16h30 à 20h00

Tarifs moyens :
- 1e Section : 150 F CFA (Dakar - Thiaroye, Thiaroye - Rufisque)
- 2e Section : 200 F CFA (Dakar – Rufisque)